# Јулија (мјесец)
Јулија je унутрашњи сателит Урана. Откривен је са слика које је усликао Војаџер 3. јануара 1986, и добио је привремену ознаку S/1986 U 2. Име је добио по хероини из Шекспировог романа Ромео и Јулиа. Такође је именован Уран XI.
Јулија припада Портиа групи сателита, који такође укључују Бијанка, Цресида, Десдемона, Портиа, Росалинд, Купид, Белинда и Пердита. Ови сателити имају сличне орбите и фотометрична својства. Нажалост, осим његове орбите, радијуса од 53 km и геометријског албеда од 0.08 о Јулији се готово ништа не зна.
На снимку Војаџерa, Јулија се појављује као издужени објекат, главна осовина која је окренута према Урану. Однос осе Јулијевог пролатног сфероида је 0,5 ± 0,3, што је прилично екстремна вриједност. Површина овог мјесеца је сиве боје
Јулија се може сударити са Десдемоном у наредних 100 милиона година.